# Vatnsdælir
Vatnsdælir fue un clan familiar de Islandia cuyo origen se remonta a la Era vikinga y la figura histórica de Þorsteinn Ingimundarson. Dominaron el goðorð de Vatnsdalur, en la región de Austur-Húnavatnssýsla. Aparecen mencionados principalmente en la Saga Vatnsdœla, una crónica familiar de cuatro generaciones, donde se hace patente que las relaciones del clan con los reyes de Noruega eran muy importantes, también la saga de Grettir y la saga Íslendinga.